# Anton Majerle
‎Anton Majerle - Bojan, slovenski partizan in politik, * 1. julij 1923, Črnomelj, † ?.
Kot pripadnik Gubčeve brigade je bil eden izmed odposlancev, ki so se udeležili Zbora odposlancev slovenskega naroda v Kočevju.